# N.Technology
La N.Technology, precedentemente nota come Nordauto Squadra Corse e in seguito come Nordauto Engineering, è stata una scuderia automobilistica italiana. Fondata da Mauro Sipsz e Monica Bregoli, la scuderia è stata fondata per gestire dall'esterno le attività sportive del gruppo Fiat. In particolare è nota per la sua attività con Alfa Romeo, per la quale ha svolto il ruolo di scuderia ufficiale nel campionato italiano superturismo, nel campionato europeo turismo e nel campionato del mondo turismo, nei quali si è aggiudicata un totale di sei titoli piloti e tre titoli costruttori.

## Storia

### Campionato italiano superturismo

Fabrizio Giovanardi su Alfa 156 TS D2 nella stagione 1998 del Campionato Italiano Superturismo

Fondata nel 1991, la scuderia è nata con lo scopo di gestire esternamente le attività sportive del gruppo Fiat nel mondo. Inizialmente la Nordauto Squadra Corse ha svolto un ruolo di supporto all'Alfa Corse, il reparto corse ufficiale dell'Alfa Romeo, nel Campionato Italiano Superturismo. Nel 1994 la scuderia è stata rinominata Nordauto Engineering e ha assunto il ruolo dell'Alfa Corse nel campionato, mentre quest'ultima ha scelto di concentrarsi sul Deutsche Tourenwagen Meisterschaft (DTM). Al primo anno la scuderia si è iscritta con due Alfa Romeo 155, alla guida della quale sono stati ingaggiati Antonio Tamburini e Tamara Vidali. Trovatasi a competere con diversi altri costruttori in maniera semiufficiale (Audi, BMW e Peugeot su tutti), la Nordauto ha ben figurato, classificandosi seconda con Tamburini tra i piloti e seconda dietro ad Audi tra i costruttori.
Nel 1995, al posto della Vidali, è stato ingaggiato Fabrizio Giovanardi, ex pilota ufficiale Peugeot. La stagione ha visto ancora una volta la scuderia ottenere buoni risultati; nonostante ciò a vincere sono state ancora una volta le Audi, che si sono aggiudicate il primo e il secondo posto della classifica piloti e il titolo costruttori. Giovanardi e Tamburini si sono invece classificati terzo e quarto, permettendo alla scuderia di ottenere il secondo posto in classifica costruttori.
Nel 1996 è stato ingaggiato Gordon de Adamich al posto di Tamburini. Nonostante la doppietta nella gara inaugurale di Giovanardi, la scuderia ha disputato una stagione al di sotto delle attese, con Giovanardi e Gordon de Adamich che si classificano rispettivamente quinto e settimo, mentre la scuderia si classifica terza ancora una volta dietro a Audi e BMW.
Nel 1997 è stato nuovamente ingaggiato Tamburini, che ha fatto ritorno alla Nordauto dopo un solo anno al posto di de Adamich. Nonostante un'auto, la 155, ormai al termine del suo ciclo di vita e decisamente più anziana delle principali concorrenti, la scuderia ha disputato una buona stagione con Giovanardi che si classifica al secondo posto finale (anche se con un ampio margine rispetto al vincitore Emanuele Naspetti) e Tamburini che si classifica sesto. In classifica costruttori, invece, la scuderia chiude ancora una volta quarta dietro alla BMW.
Nel 1998 è stata presentata la versione da corsa dell'Alfa Romeo 156, che ha così sostituito la 155. Il lancio della nuova vettura ha significato un aumento dell'impegno dell'Alfa, che, accanto a Giovanardi, ha permesso l'ingaggio di Nicola Larini, ex pilota di Formula 1 e già pilota ufficiale della casa milanese nel DTM e nell'International Touring Car Championship. Con una nuova vettura e due piloti di primo livello la Nordauto ha disputato la sua migliore stagione nel campionato, ottenendo il primo e il terzo posto in classifica piloti e il titolo costruttori. Questi sono stati i primi due titoli ottenuti dalla scuderia nel Superturismo.
Nel 1999 sono stati confermati i piloti e la vettura della stagione precedente, partendo così come favoriti per entrambi i titoli. Giovanardi e Larini hanno disputato ancora una volta un'ottima stagione, chiudendo al primo e al quarto posto tra i piloti e permettendo alla scuderia di aggiudicarsi il suo secondo titolo costruttori consecutivo.

### Campionato europeo turismo

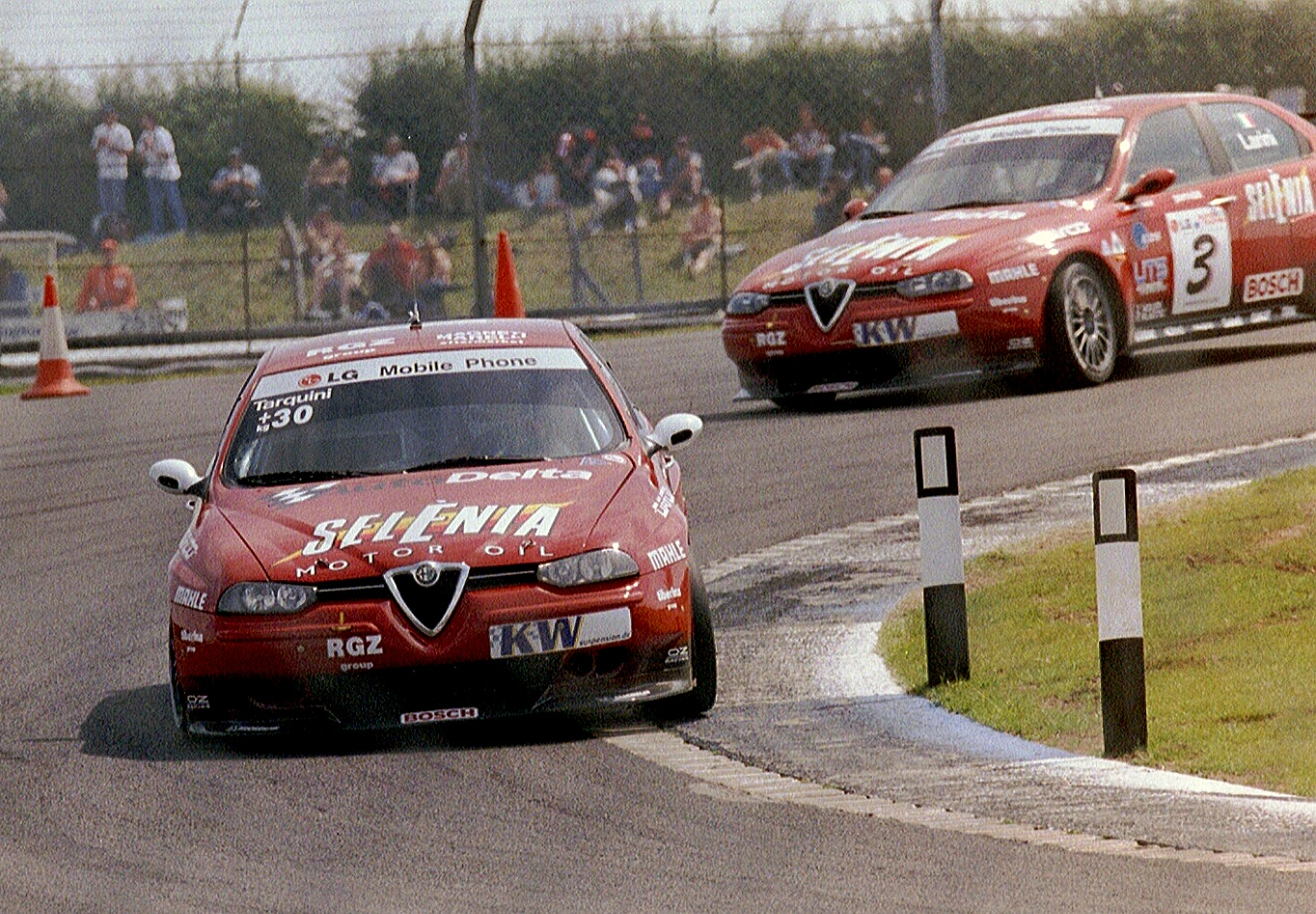
Gabriele Tarquini e Nicola Larini su Alfa 156 GTA a Donington Park per la stagione 2003 del Campionato Europeo Turismo

Nel 2000, in seguito alla trasformazione del campionato italiano superturismo nel campionato europeo turismo, la scuderia si è iscritta al nuovo campionato. Contemporaneamente lo scioglimento della Super Tourenwagen Cup e il disimpegno dal campionato britannico turismo hanno fatto diventare l'ETCC il programma principale dell'Alfa Romeo. Rispetto alla stagione precedente, lo sforzo nel campionato è stato raddoppiato con l'iscrizione di quattro vetture, alla guida delle quali sono stati confermati Giovanardi e Larini e sono stati ingaggiati Gianluca de Lorenzi e Romana Bernardoni. La stagione si è rivelata ricca di successi: grazie soprattutto a Giovanardi, che si è aggiudicato ben cinque gare, la scuderia è riuscita ad aggiudicarsi sia il titolo piloti che il titolo scuderie.
Nel 2001, visto l'ormai ruolo predominante svolto dalla Nordauto nei programmi sportivi dell'Alfa Romeo, la Alfa Corse, reparto corse del costruttore italiano, è stata assorbita dalla scuderia che è stata rinominata N.Technology. Grazie a questo evento, la scuderia, pur rimanendo indipendente dall'Alfa Romeo, è diventata l'unico team ufficiale del costruttore nella sua attività sportiva. Nell'ETCC sono stati confermati Giovanardi, Larini e la Bernardoni. La stagione si è rivelata anche migliore della precedente: Giovanardi e Larini, con 6 vittorie in 10 gare, si sono contesi la vittoria finale per tutta la stagione, classificandosi primo e secondo e permettendo in questo modo anche la vittoria del titolo scuderie.
Il 2002 ha visto l'ingresso nell'ETCC di un nuovo costruttore, la BMW, che ha presentato la versione da corsa del suo nuovo modello, la BMW 320i. Per rispondere alla nuova minaccia, la scuderia ha confermato i suoi tre piloti (la Bernardoni è stata però sostituita in alcune gare da Roberto Colciago e Gabriele Tarquini). Nonostante l'ingresso del costruttore tedesco, la scuderia ha disputato ancora una volta una stagione dominante, con Giovanardi e Larini che hanno ottenuto rispettivamente 9 e 4 vittorie in 20 gare, classificandosi primo e terzo.
Nel 2003 Giovanardi è stato ingaggiato dalla BMW, mentre la Bernardoni non è stata riconfermata. Al loro posto sono stati promossi Tarquini e Colciago, piloti part-time nella stagione precedente; accanto a loro si sono alternati vari piloti part-time su una quarta vettura. Questa stagione ha inoltre visto l'ingresso di un nuovo costruttore, la SEAT, che si è andata ad aggiungere alla BMW e ai vari piloti semiufficiali o privati. Nonostante ciò la scuderia è riuscita ad aggiudicarsi il suo quarto titolo consecutivo, ottenendo 10 vittorie su 20 gare e vedendo Tarquini, Larini e Colciago classificarsi rispettivamente primo, quarto e settimo.
Nel 2004 è stata presentata una nuova versione della 156, basata sul restyling della vettura stradale. Sulle tre vetture regolari è stato confermato Tarquini, accanto al quale sono stati ingaggiati Giovanardi, di ritorno dopo una sola stagione, e Augusto Farfus, ex pilota di monoposto; accanto a questi è stato inoltre ingaggiato James Thompson, già pilota ufficiale Vauxhall nel campionato britannico turismo. Nonostante ancora una volta la scuderia fosse partita ancora una volta con il favore dei pronostici, per la prima volta dalla formazione dell'ETCC non è riuscita ad aggiudicarsi il titolo. Il migliore dei piloti Alfa Romeo, Tarquini, si classifica infatti solo terzo, dietro ai piloti BMW Andy Priaulx e Dirk Müller.

### Campionato del mondo turismo

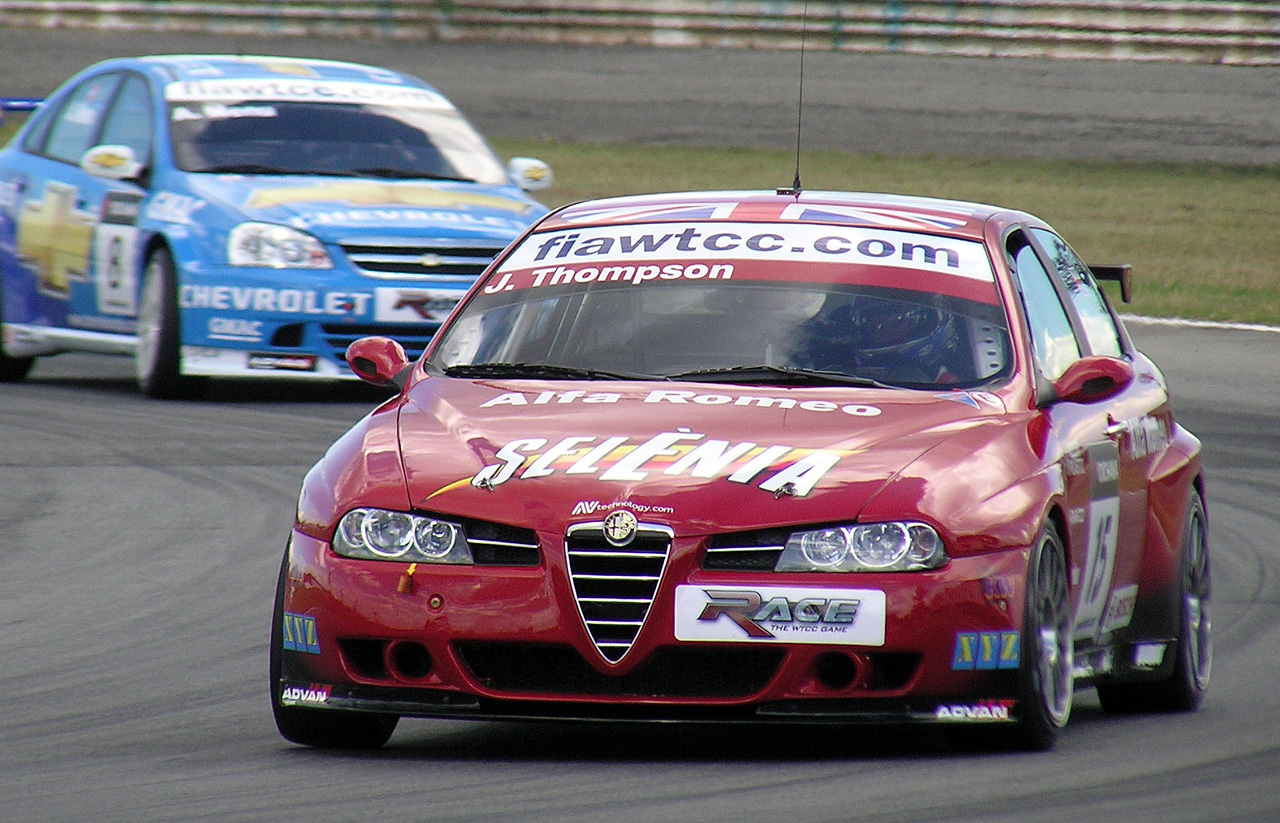
James Thompson su Alfa 156 Super 2000 a Curitiba per il WTCC 2007

Nel 2005, in seguito alla trasformazione del campionato europeo turismo nel campionato del mondo turismo, la scuderia si è iscritta al nuovo campionato sempre come team ufficiale Alfa Romeo. Alla stagione sono state iscritte quattro vetture, alla guida delle quali sono stati confermati in blocco i piloti del 2004. Nonostante una vettura con ormai diversi anni di anzianità, come nella stagione precedente la N.Technology ha combattuto per tutta la stagione con le BMW ufficiali per la vittoria finale. Al termine del campionato, tuttavia, la scuderia si è dovuta accontentare del secondo posto in classifica costruttori (dietro a BMW ma davanti a SEAT, Chevrolet e Ford) e del terzo, quarto, settimo e ottavo posto in classifica piloti.
Nel 2006 l'Alfa Romeo ha annunciato il suo disimpegno dal WTCC in quanto la erede stradale della 156, la 159, non è stata ritenuta adatta per lo sviluppo di una versione da corsa. Nonostante ciò la casa italiana ha annunciato l'intenzione di tornare nel campionato nel 2007 e la N.Technology ha continuato a correre nel WTCC anche in questa stagione, seppur con un programma ridotto a tre vetture. Tra i piloti l'unico confermato è stato Farfus, in quanto Tarquini e Thompson sono stati ingaggiati dalla SEAT e Giovanardi è stato ingaggiato dalla Vauxhall nel campionato britannico turismo. Sulle altre due vetture sono stati quindi ingaggiati Gianni Morbidelli e Salvatore Tavano. Nonostante una vettura ormai anziana e non più sviluppata, la scuderia ha disputato ancora una volta una buona stagione, ottenendo il terzo posto in classifica piloti (con Farfus) e il terzo posto in classifica costruttori (dietro a BMW e SEAT e davanti a Chevrolet).
Nel 2007, nonostante l'Alfa Romeo avesse inizialmente manifestato l'intenzione di presentare una nuova vettura da corsa basata sulla 147, la scuderia si è nuovamente iscritta con due delle sue vecchie 156, alla guida delle quali sono stati ingaggiati Thompson (di ritorno dopo una sola stagione) e il giovane Olivier Tielemans. Farfus, invece, è stato ingaggiato dalla BMW, mentre Morbidelli e Tavano sono passati alle competizioni gran turismo. Anche in questa stagione le vetture italiane sono riuscite a ben figurare, con Thompson che si è classificato terzo tra i piloti. Tra i costruttori, tuttavia, la scuderia si è dovuta accontentare del quarto e ultimo posto.

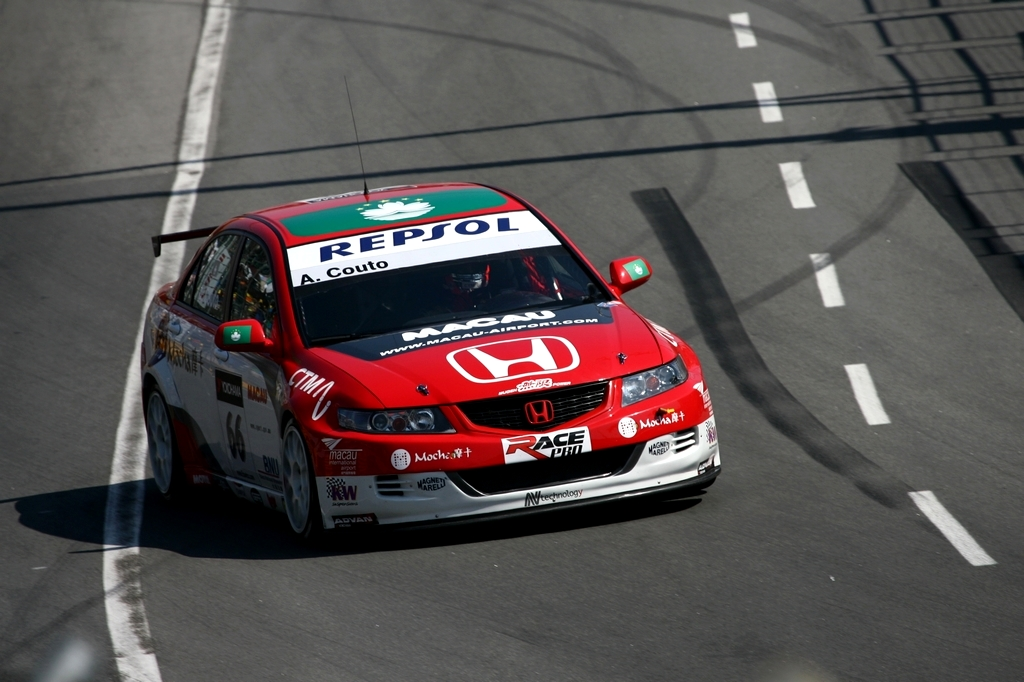
André Couto su Honda Accord a Macao per il WTCC 2008

Nel 2008, in seguito a ritiro definitivo dell'Alfa Romeo dal WTCC, la scuderia ha annunciato l'interruzione del rapporto con il costruttore italiano e con tutto il gruppo Fiat dopo 18 anni. Poco dopo la N.Technology ha annunciato l'iscrizione al campionato come team semiufficiale Honda con una Accord alla guida della quale è stato confermato Thompson. Per le gare asiatiche è stata inoltre schierata una seconda vettura affidata a piloti locali. La vettura, preparata in maniera semiufficiale, si è tuttavia rivelata scarsamente competitiva e a fine stagione Thompson si è classificato solo quindicesimo, nonostante una vittoria e un podio nella gara di Imola. A fine stagione la scuderia ha annunciato il suo ritiro dal campionato e ha messo in vendita le due Accord ancora di sua proprietà.

### Ultimi anni
Dal 2002 al 2006, contemporaneamente alla sua attività con Alfa Romeo, la scuderia si è occupata per conto della Fiat della produzione di varie vetture da rally partecipanti a serie minori. Tra queste si ricorda una versione con specifiche Super 1600 della Fiat Punto, che ha partecipato alla classe Junior del campionato del mondo rally dal 2001 al 2005 senza però ottenere risultati degni di nota, e la versione della Fiat Stilo per l'omonimo trofeo monomarca nei rally. Nel 2005 la scuderia ha presentato una versione con specifiche Super 2000 della Fiat Grande Punto, gestendone inoltre in prima persona l'iscrizione all'Intercontinental Rally Challenge nel 2006. Nel corso di questa stagione la vettura, guidata da Giandomenico Basso, ha ottenuto due vittorie, permettendo al pilota italiano di vincere il campionato.
Nel 2007 la scuderia si è presa carico dell'organizzazione della International Formula Masters, campionato per vetture a ruote scoperte concorrente della Formula 3. La N.Technology ha inoltre collaborato con la Tatuus nella progettazione e nella produzione del telaio della vettura utilizzata, che è stato poi equipaggiato con un motore Honda. La prima stagione ha visto un totale di 31 iscritti ed è stata vinta da Jérôme d'Ambrosio. Il numero di iscritti è ulteriormente aumentato nel 2008, anno in cui ad aggiudicarsi il titolo piloti è il neozelandese Chris van der Drift. Il 2009 ha visto un leggero calo di iscritti; nonostante ciò il campionato si è disputato regolarmente ed è stato vinto da Fabio Leimer. Questa sarà anche l'ultima stagione del campionato, che, nonostante l'organizzazione di un paio di giornate di test in vista della stagione successiva, si è sciolto a fine anno. Nei tre anni di organizzazione N.Technology, il campionato ha visto disputarsi un totale di 32 gare e ha visto la partecipazione di alcuni futuri piloti di Formula 1 come Jérôme d'Ambrosio, Vitalij Petrov e Esteban Gutiérrez.
Nel 2009 la scuderia ha presentato domanda di iscrizione alla Formula 1 a partire dalla stagione 2010, avviando anche discussioni con vari potenziali fornitori. Nel giugno dello stesso anno, tuttavia, è stato rivelato che la scuderia aveva ritirato la sua domanda dopo non essere riuscita a trovare un costruttore disposto a supportarla nel campionato.
Nel 2010 la scuderia ha costruito una versione da corsa della Porsche Panamera per partecipare alle Superstars Series. La vettura, affidata allo storico pilota della N.Technology Fabrizio Giovanardi, ha debuttato part-time nello stesso anno, ottenendo quattro vittorie e un podio in sei gare. Al termine della stagione, la N.Technology ha annunciato il ritiro dal campionato per avviare la produzione e la vendita delle Panamera ad altre scuderie. Questa attività non è tuttavia mai avvenuta.
Nel 2011 la scuderia ha contribuito allo sviluppo della P4/5 Competizione, una vettura da corsa con specifiche GT2 progettata dalla Scuderia Cameron Glickenhaus, ispirata dalla Ferrari P4/5 e basata sulla Ferrari 430 Scuderia. La N.Technology, in particolare, ha organizzato varie giornate di test e ha gestito la partecipazione ad alcune gare del VLN. A causa dell'aperto osteggiamento della Ferrari, il progetto è stato tuttavia abbandonato dopo pochi mesi. Da allora la N.Technology ha cessato ogni attività e ha presumibilmente chiuso i battenti.

## Risultati

### Campionato italiano superturismo
| Anno | Vettura           | Pilota              | 1         | 2         | 3         | 4        | 5         | 6         | 7         | 8         | 9        | 10        | 11        | 12        | 13       | 14        | 15        | 16        | 17        | 18       | 19        | 20        | PP  | Punti | PS | Punti |
| ---- | ----------------- | ------------------- | --------- | --------- | --------- | -------- | --------- | --------- | --------- | --------- | -------- | --------- | --------- | --------- | -------- | --------- | --------- | --------- | --------- | -------- | --------- | --------- | --- | ----- | -- | ----- |
| 1994 | Alfa Romeo 155 TS | Antonio Tamburini   | MNZ 1     | MNZ 2 1   | VAL 1 3   | VAL 2 10 | MAG 1 8   | MAG 2 5   | BIN 1 6   | BIN 2 14  | MIS 1    | MIS 2 1   | VAL 3 4   | VAL 4 Rit | MUG 1 3  | MUG 2 Rit | PER 1     | PER 2 1   | VAR 1 5   | VAR 2 10 | MUG 3 Rit | MUG 4 9   | 2°  | 182   | 2° | 277   |
| 1994 | Alfa Romeo 155 TS | Tamara Vidali       | MNZ 1 5   | MNZ 2 5   | VAL 1 9   | VAL 2 12 | MAG 1 4   | MAG 2 7   | BIN 1 Rit | BIN 2 15  | MIS 1 11 | MIS 2 14  | VAL 3 7   | VAL 4 9   | MUG 1 7  | MUG 2 8   | PER 1 Rit | PER 2 7   | VAR 1 7   | VAR 2 17 | MUG 3 8   | MUG 4 6   | 10° | 59    | 2° | 277   |
| 1995 | Alfa Romeo 155 TS | Fabrizio Giovanardi | MIS 1 Rit | MIS 2 5   | BIN 1 4   | BIN 2 4  | MNZ 1 6   | MNZ 2 14  | IMO 1 5   | IMO 2 Rit | MAG 1 6  | MAG 2 6   | MUG 1     | MUG 2     | MIS 3 5  | MIS 4 7   | PER 1 2   | PER 2     | VAR 1 3   | VAR 2    | VAL 1 2   | VAL 2 7   | 3°  | 179   | 2° | 265   |
| 1995 | Alfa Romeo 155 TS | Antonio Tamburini   | MIS 1 4   | MIS 2 3   | BIN 1 Rit | BIN 2 6  | MNZ 1 3   | MNZ 2 5   | IMO 1 4   | IMO 2 4   | MAG 1 4  | MAG 2 5   | MUG 1 4   | MUG 2 4   | MIS 3 6  | MIS 4 2   | PER 1 4   | PER 2 3   | VAR 1 Rit | VAR 2 6  | VAL 1 3   | VAL 2 3   | 4°  | 179   | 2° | 265   |
| 1996 | Alfa Romeo 155 TS | Fabrizio Giovanardi | MUG 1     | MUG 2 1   | MAG 1 3   | MAG 2 3  | MNZ 1 3   | MNZ 2 4   | BIN 1 5   | BIN 2 7   | MIS 1 5  | MIS 2 11  | IMO 1 5   | IMO 2 4   | PER 1 2  | PER 2     | PER 3 Rit | PER 4 5   | VAR 1 5   | VAR 2 6  | VAL 1 Rit | VAL 2 8   | 5°  | 175   | 3° | 314   |
| 1996 | Alfa Romeo 155 TS | Gordon de Adamich   | MUG 1     | MUG 2     | MAG 1 7   | MAG 2 6  | MNZ 1 Rit | MNZ 2 NP  | BIN 1 NC  | BIN 2 Rit | MIS 1 8  | MIS 2 6   | IMO 1 6   | IMO 2 7   | PER 1 5  | PER 2 6   | PER 3 6   | PER 4 6   | VAR 1 Rit | VAR 2 7  | VAL 1 9   | VAL 2 Rit | 7°  | 61    | 3° | 314   |
| 1997 | Alfa Romeo 155 TS | Fabrizio Giovanardi | MNZ 1 Rit | MNZ 2 NP  | MUG 1 5   | MUG 2 1  | MAG 1 Rit | MAG 2 5   | IMO 1     | IMO 2 Rit | IMO 3 8  | IMO 4 2   | BIN 1 4   | BIN 2 4   | PER 1    | PER 2 1   | VAR 1 2   | VAR 2     | MIS 1 2   | MIS 2    | VAL 1     | VAL 2     | 2°  | 229   | 2° | 492   |
| 1997 | Alfa Romeo 155 TS | Antonio Tamburini   | MNZ 1     | MNZ 2     | MUG 1 4   | MUG 2 3  | MAG 1 4   | MAG 2 4   | IMO 1 11  | IMO 2 4   | IMO 3 1  | IMO 4 5   | BIN 1 10  | BIN 2 9   | PER 1 12 | PER 2 6   | VAR 1 4   | VAR 2 4   | MIS 1 4   | MIS 2 6  | VAL 1 5   | VAL 2 5   | 6°  | 140   | 2° | 492   |
| 1997 | Alfa Romeo 155 TS | Gordon de Adamich   | MNZ 1 4   | MNZ 2 Rit | MUG 1     | MUG 2    | MAG 1     | MAG 2     | IMO 1     | IMO 2     | IMO 3    | IMO 4     | BIN 1     | BIN 2     | PER 1    | PER 2     | VAR 1     | VAR 2     | MIS 1     | MIS 2    | VAL 1     | VAL 2     | 14° | 10    | 2° | 492   |
| 1998 | Alfa Romeo 156    | Fabrizio Giovanardi | BIN 1 3   | BIN 2     | IMO 1     | IMO 2 3  | MNZ 1 3   | MNZ 2 1   | VAR 1 5   | VAR 2     | VAL 1 2  | VAL 2 SQ  | MAG 1     | MAG 2     | PER 1    | PER 2 1   | MIS 1     | MIS 2 1   | MNZ 3 1   | MNZ 4 1  | VAL 3     | VAL 4 3   | 1°  | 471   | 1° | 975   |
| 1998 | Alfa Romeo 156    | Nicola Larini       | BIN 1 5   | BIN 2 3   | IMO 1 4   | IMO 2 4  | MNZ 1     | MNZ 2     | VAR 1 3   | VAR 2 3   | VAL 1 4  | VAL 2 Rit | MAG 1 2   | MAG 2 10  | PER 1 3  | PER 2     | MIS 1 2   | MIS 2 SQ  | MNZ 3 2   | MNZ 4 3  | VAL 3 1   | VAL 4 1   | 3°  | 331   | 1° | 975   |
| 1998 | Alfa Romeo 156    | Antonio Tamburini   | BIN 1     | BIN 2     | IMO 1     | IMO 2    | MNZ 1     | MNZ 2     | VAR 1     | VAR 2     | VAL 1    | VAL 2     | MAG 1     | MAG 2     | PER 1    | PER 2     | MIS 1     | MIS 2     | MNZ 3 5   | MNZ 4 6  | VAL 3 5   | VAL 4 5   | 14° | 44    | 1° | 975   |
| 1998 | Alfa Romeo 156    | Stefano Modena      | BIN 1     | BIN 2     | IMO 1     | IMO 2    | MNZ 1     | MNZ 2     | VAR 1     | VAR 2     | VAL 1    | VAL 2     | MAG 1     | MAG 2     | PER 1    | PER 2     | MIS 1     | MIS 2     | MNZ 3     | MNZ 4    | VAL 3     | VAL 4     | 15° | 32    | 1° | 975   |
| 1999 | Alfa Romeo 156    | Fabrizio Giovanardi | MIS 1 4   | MIS 2     | BIN 1 3   | BIN 2 4  | IMO 1 2   | IMO 2 3   | PER 1     | PER 2 1   | MAG 1 5  | MAG 2 NP  | MUG 1     | MUG 2 1   | MIS 3 4  | MIS 4 2   | VAR 1 Rit | VAR 2 Rit | MNZ 1     | MNZ 2 1  | VAL 1 2   | VAL 2 1   | 1°  | 401   | 1° | 797   |
| 1999 | Alfa Romeo 156    | Nicola Larini       | MIS 1 3   | MIS 2 3   | BIN 1 5   | BIN 2 5  | IMO 1 4   | IMO 2 Rit | PER 1 3   | PER 2     | MAG 1 8  | MAG 2 3   | MUG 1 Rit | MUG 2     | MIS 3 1  | MIS 4 3   | VAR 1     | VAR 2 3   | MNZ 1 2   | MNZ 2    | VAL 1     | VAL 2 4   | 4°  | 343   | 1° | 797   |

### Campionato europeo turismo
| Anno | Vettura            | Pilota               | 1         | 2         | 3        | 4         | 5        | 6         | 7         | 8         | 9         | 10        | 11       | 12        | 13        | 14        | 15        | 16        | 17        | 18       | 19        | 20        | PP  | Punti | PS | Punti |
| ---- | ------------------ | -------------------- | --------- | --------- | -------- | --------- | -------- | --------- | --------- | --------- | --------- | --------- | -------- | --------- | --------- | --------- | --------- | --------- | --------- | -------- | --------- | --------- | --- | ----- | -- | ----- |
| 2000 | Alfa Romeo 156     | Fabrizio Giovanardi  | MUG 1 4   | MUG 2 3   | PER 1    | PER 2 1   | A1R 1 2  | A1R 2 1   | MNZ 1 5   | MNZ 2 7   | HUN 1 2   | HUN 2 3   | IMO 1 2  | IMO 2     | MIS 1 4   | MIS 2 4   | BRN 1 2   | BRN 2 7   | VAL 3 1   | VAL 4 1  | MOB 1 4   | MOB 2 10  | 1°  | 256   | —  | —     |
| 2000 | Alfa Romeo 156     | Nicola Larini        | MUG 1 2   | MUG 2     | PER 1 3  | PER 2 6   | A1R 1 4  | A1R 2 3   | MNZ 1 14  | MNZ 2 Rit | HUN 1 5   | HUN 2 5   | IMO 1 5  | IMO 2 4   | MIS 1 5   | MIS 2 5   | BRN 1 3   | BRN 2 6   | VAL 3 2   | VAL 4 2  | MOB 1 2   | MOB 2 3   | 4°  | 195   | —  | —     |
| 2000 | Alfa Romeo 156     | Gianluca de Lorenzi  | MUG 1 Rit | MUG 2 5   | PER 1 5  | PER 2 3   | A1R 1 5  | A1R 2 4   | MNZ 1 7   | MNZ 2 8   | HUN 1 6   | HUN 2 8   | IMO 1 6  | IMO 2 9   | MIS 1 8   | MIS 2 6   | BRN 1 4   | BRN 2     | VAL 3 9   | VAL 4 12 | MOB 1 6   | MOB 2     | 7°  | 127   | —  | —     |
| 2000 | Alfa Romeo 156     | Romana Bernardoni    | MUG 1 12  | MUG 2 15  | PER 1 9  | PER 2 8   | A1R 1 11 | A1R 2 8   | MNZ 1 10  | MNZ 2 10  | HUN 1 13  | HUN 2 11  | IMO 1 12 | IMO 2 12  | MIS 1 Rit | MIS 2 NP  | BRN 1 10  | BRN 2 10  | VAL 3 11  | VAL 4 13 | MOB 1 14  | MOB 2 13  | 15° | 13    | —  | —     |
| 2001 | Alfa Romeo 156     | Fabrizio Giovanardi  | ITA 1 2   | ITA 2 4   | CEC 1 2  | CEC 2 1   | FRA 1 4  | FRA 2 Rit | GBR 1 2   | GBR 2     | BEL 1 4   | BEL 2 1   | UNG 1    | UNG 2 3   | AUT 1 2   | AUT 2 3   | GER 1 17  | GER 2 4   | SPA 1 3   | SPA 2    | POR 1 3   | POR 2 5   | 1°  | 117   | 1° | 1272  |
| 2001 | Alfa Romeo 156     | Nicola Larini        | ITA 1     | ITA 2     | CEC 1    | CEC 2     | FRA 1 2  | FRA 2     | GBR 1 5   | GBR 2 3   | BEL 1 Rit | BEL 2 3   | UNG 1 12 | UNG 2     | AUT 1 14  | AUT 2     | GER 1     | GER 2 5   | SPA 1 4   | SPA 2 5  | POR 1 4   | POR 2 4   | 2°  | 604   | 1° | 1272  |
| 2001 | Alfa Romeo 156     | Romana Bernardoni    | ITA 1 8   | ITA 2 Rit | CEC 1 9  | CEC 2 Rit | FRA 1 13 | FRA 2 NP  | GBR 1 15  | GBR 2 16  | BEL 1 8   | BEL 2 11  | UNG 1 10 | UNG 2 11  | AUT 1 8   | AUT 2 13  | GER 1 10  | GER 2 17  | SPA 1 11  | SPA 2 16 | POR 1     | POR 2     | 12° | 289   | 1° | 1272  |
| 2001 | Alfa Romeo 156     | Yvan Muller          | ITA 1     | ITA 2     | CEC 1    | CEC 2     | FRA 1    | FRA 2     | GBR 1     | GBR 2     | BEL 1     | BEL 2     | UNG 1    | UNG 2     | AUT 1     | AUT 2     | GER 1     | GER 2     | SPA 1     | SPA 2    | POR 1     | POR 2 6   | 24° | 66    | 1° | 1272  |
| 2001 | Alfa Romeo 156     | Felipe Massa         | ITA 1     | ITA 2     | CEC 1    | CEC 2     | FRA 1    | FRA 2     | GBR 1     | GBR 2     | BEL 1     | BEL 2     | UNG 1    | UNG 2     | AUT 1     | AUT 2     | GER 1     | GER 2     | SPA 1 14  | SPA 2 6  | POR 1 5   | POR 2 Rit | 23° | 71    | 1° | 1272  |
| 2002 | Alfa Romeo 156 GTA | Fabrizio Giovanardi  | FRA 1     | FRA 2 1   | GBR 1 2  | GBR 2 1   | CEC 1    | CEC 2 1   | SPA 1     | SPA 2     | SVE 1 2   | SVE 2 4   | GER 1 4  | GER 2 11  | BEL 1 5   | BEL 2 11† | ITA 1     | ITA 2 1   | GBR 3 4   | GBR 4    | POR 1     | POR 2 Rit | 1°  | 122   | —  | —     |
| 2002 | Alfa Romeo 156 GTA | Nicola Larini        | FRA 1 2   | FRA 2     | GBR 1    | GBR 2     | CEC 1 3  | CEC 2 3   | SPA 1 2   | SPA 2 1   | SVE 1     | SVE 2 5   | GER 1 6  | GER 2 6   | BEL 1     | BEL 2 9   | ITA 1 2   | ITA 2 4   | GBR 3 Rit | GBR 4 NP | POR 1 Rit | POR 2 6   | 3°  | 86    | —  | —     |
| 2002 | Alfa Romeo 156 GTA | Romana Bernardoni    | FRA 1 13  | FRA 2 15  | GBR 1 14 | GBR 2 11  | CEC 1 15 | CEC 2 Rit | SPA 1 15† | SPA 2 12† | SVE 1 17  | SVE 2 13  | GER 1 NP | GER 2 13  | BEL 1 12  | BEL 2 Rit | ITA 1 NC  | ITA 2 Rit | GBR 3     | GBR 4    | POR 1 9   | POR 2 13† | NC  | 0     | —  | —     |
| 2002 | Alfa Romeo 156 GTA | Gabriele Tarquini    | FRA 1     | FRA 2     | GBR 1    | GBR 2     | CEC 1    | CEC 2     | SPA 1     | SPA 2     | SVE 1     | SVE 2     | GER 1    | GER 2     | BEL 1     | BEL 2     | ITA 1     | ITA 2     | GBR 3     | GBR 4 7  | POR 1     | POR 2     | 14° | 4     | —  | —     |
| 2002 | Alfa Romeo 156 GTA | Roberto Colciago     | FRA 1     | FRA 2     | GBR 1    | GBR 2     | CEC 1    | CEC 2     | SPA 1     | SPA 2     | SVE 1     | SVE 2     | GER 1    | GER 2     | BEL 1     | BEL 2     | ITA 1 15  | ITA 2     | GBR 3 Rit | GBR 4 9  | POR 1     | POR 2     | 12° | 6     | —  | —     |
| 2003 | Alfa Romeo 156 GTA | Gabriele Tarquini    | SPA 1     | SPA 2 4   | FRA 1 4  | FRA 2 Rit | ITA 1 3  | ITA 2 1   | CEC 1 6   | CEC 2 4   | GBR 3 1   | GBR 4 17  | BEL 1    | BEL 2 14  | SVE 1 Rit | SVE 2 NP  | GER 1 2   | GER 2 5   | POR 1     | POR 2 1  | ITA 3 4   | ITA 4 3   | 1°  | 107   | —  | —     |
| 2003 | Alfa Romeo 156 GTA | Nicola Larini        | SPA 1 7   | SPA 2 6   | FRA 1 2  | FRA 2     | ITA 1 7  | ITA 2 5   | CEC 1 13  | CEC 2 5   | GBR 3 2   | GBR 4     | BEL 1 4  | BEL 2     | SVE 1 6   | SVE 2 1   | GER 1 17† | GER 2 8   | POR 1 2   | POR 2    | ITA 3 10† | ITA 4     | 4°  | 92    | —  | —     |
| 2003 | Alfa Romeo 156 GTA | Roberto Colciago     | SPA 1 9   | SPA 2 11  | FRA 1 5  | FRA 2 5   | ITA 1    | ITA 2     | CEC 1 8   | CEC 2 6   | GBR 3 6   | GBR 4 11  | BEL 1 8  | BEL 2 5   | SVE 1     | SVE 2 Rit | GER 1 5   | GER 2 6   | POR 1 3   | POR 2 3  | ITA 3 SQ  | ITA 4 12† | 6°  | 66    | —  | —     |
| 2003 | Alfa Romeo 156 GTA | Sebastian Stahl      | SPA 1     | SPA 2     | FRA 1    | FRA 2     | ITA 1    | ITA 2     | CEC 1     | CEC 2     | GBR 3     | GBR 4     | BEL 1    | BEL 2     | SVE 1     | SVE 2     | GER 1 Rit | GER 2 NP  | POR 1     | POR 2    | ITA 3     | ITA 4     | NC  | 0     | —  | —     |
| 2003 | Alfa Romeo 156 GTA | James Thompson       | SPA 1     | SPA 2     | FRA 1    | FRA 2     | ITA 1    | ITA 2     | CEC 1     | CEC 2     | GBR 3     | GBR 4     | BEL 1    | BEL 2     | SVE 1     | SVE 2     | GER 1     | GER 2     | POR 1 8   | POR 2 8  | ITA 3 1   | ITA 4 Rit | 12° | 12    | —  | —     |
| 2003 | Alfa Romeo 156 GTA | Giancarlo Fisichella | SPA 1     | SPA 2     | FRA 1    | FRA 2     | ITA 1    | ITA 2     | CEC 1     | CEC 2     | GBR 3     | GBR 4     | BEL 1    | BEL 2     | SVE 1     | SVE 2     | GER 1     | GER 2     | POR 1     | POR 2    | ITA 3 NP  | ITA 4 NP  | NC  | 0     | —  | —     |
| 2004 | Alfa Romeo 156     | Gabriele Tarquini    | ITA 1     | ITA 2 Rit | SPA 1    | SPA 2     | FRA 1 5  | FRA 2     | GER 1 Rit | GER 2 6   | CEC 1 9   | CEC 2 Rit | GBR 1 3  | GBR 2     | BEL 1 5   | BEL 2 4   | ITA 3 1   | ITA 4 1   | GER 3 Rit | GER 4 NP | DUB 1     | DUB 2 1   | 3°  | 106   | —  | —     |
| 2004 | Alfa Romeo 156     | Fabrizio Giovanardi  | ITA 1 2   | ITA 2 Rit | SPA 1 2  | SPA 2 1   | FRA 1 6  | FRA 2 5   | GER 1 Rit | GER 2 NP  | CEC 1 5   | CEC 2 5   | GBR 1 4  | GBR 2 16  | BEL 1 Rit | BEL 2 NP  | ITA 3 2   | ITA 4 2   | GER 3 17  | GER 4 8  | DUB 1 Rit | DUB 2 16† | 5°  | 63    | —  | —     |
| 2004 | Alfa Romeo 156     | Augusto Farfus       | ITA 1 19  | ITA 2 16  | SPA 1 3  | SPA 2 3   | FRA 1 3  | FRA 2 3   | GER 1 Rit | GER 2 NP  | CEC 1 12  | CEC 2 Rit | GBR 1 5  | GBR 2 Rit | BEL 1 8   | BEL 2 22  | ITA 3     | ITA 4 11  | GER 3 2   | GER 4 3  | DUB 1 4   | DUB 2 15  | 6°  | 54    | —  | —     |
| 2004 | Alfa Romeo 156     | James Thompson       | ITA 1     | ITA 2     | SPA 1    | SPA 2     | FRA 1    | FRA 2     | GER 1     | GER 2     | CEC 1     | CEC 2     | GBR 1    | GBR 2 3   | BEL 1 9   | BEL 2 8   | ITA 3     | ITA 4     | GER 3 5   | GER 4 5  | DUB 1 3   | DUB 2 3   | 9°  | 37    | —  | —     |

### Campionato del mondo turismo
| Anno | Vettura             | Pilota              | 1         | 2         | 3        | 4        | 5        | 6         | 7         | 8         | 9        | 10        | 11        | 12        | 13        | 14        | 15       | 16        | 17        | 18        | 19        | 20        | 21       | 22       | 23       | 24        | PP  | Punti | PS | Punti |
| ---- | ------------------- | ------------------- | --------- | --------- | -------- | -------- | -------- | --------- | --------- | --------- | -------- | --------- | --------- | --------- | --------- | --------- | -------- | --------- | --------- | --------- | --------- | --------- | -------- | -------- | -------- | --------- | --- | ----- | -- | ----- |
| 2005 | Alfa Romeo 156      | Fabrizio Giovanardi | ITA 1 6   | ITA 2 8   | FRA 1 10 | FRA 2 7  | GBR 1 3  | GBR 2 8   | EUR 1     | EUR 2 3   | MES 1    | MES 2 3   | BEL 1 7   | BEL 2 1   | GER 1 26† | GER 2 Rit | TUR 1    | TUR 2 6   | SPA 1 6   | SPA 2     | MAC 1 19† | MAC 2 NP  |          |          |          |           | 3°  | 81    | 2° | 237   |
| 2005 | Alfa Romeo 156      | Augusto Farfus      | ITA 1 3   | ITA 2 9   | FRA 1 8  | FRA 2 5  | GBR 1 4  | GBR 2 4   | EUR 1 5   | EUR 2 5   | MES 1 9  | MES 2 10  | BEL 1 SQ  | BEL 2 4   | GER 1 9   | GER 2 5   | TUR 1 8  | TUR 2     | SPA 1 NC  | SPA 2 7   | MAC 1     | MAC 2 3   |          |          |          |           | 4°  | 65    | 2° | 237   |
| 2005 | Alfa Romeo 156      | Gabriele Tarquini   | ITA 1 2   | ITA 2 Rit | FRA 1 4  | FRA 2 8  | GBR 1    | GBR 2 3   | EUR 1 15  | EUR 2 10  | MES 1 2  | MES 2 Rit | BEL 1 4   | BEL 2 17† | GER 1 13  | GER 2 14  | TUR 1 7  | TUR 2 1   | SPA 1 16  | SPA 2 23† | MAC 1 NP  | MAC 2 NP  |          |          |          |           | 7°  | 55    | 2° | 237   |
| 2005 | Alfa Romeo 156      | James Thompson      | ITA 1 7   | ITA 2 1   | FRA 1 11 | FRA 2 9  | GBR 1 2  | GBR 2 Rit | EUR 1 7   | EUR 2 21† | MES 1 4  | MES 2 4   | BEL 1 5   | BEL 2 7   | GER 1 19  | GER 2 Rit | TUR 1 2  | TUR 2 4   | SPA 1 Rit | SPA 2 15  | MAC 1 7   | MAC 2 Rit |          |          |          |           | 8°  | 53    | 2° | 237   |
| 2005 | Alfa Romeo 156      | André Couto         | ITA 1     | ITA 2     | FRA 1    | FRA 2    | GBR 1    | GBR 2     | EUR 1     | EUR 2     | MES 1    | MES 2     | BEL 1     | BEL 2     | GER 1     | GER 2     | TUR 1    | TUR 2     | SPA 1     | SPA 2     | MAC 1 Rit | MAC 2 NP  |          |          |          |           | NC  | 0     | 2° | 237   |
| 2006 | Alfa Romeo 156      | Augusto Farfus      | ITA 1 8   | ITA 2 1   | FRA 1 21 | FRA 2 12 | GBR 1 22 | GBR 2 11  | GER 1 6   | GER 2     | BRA 1 3  | BRA 2 Rit | MES 1 2   | MES 2 1   | CEC 1 Rit | CEC 2 15  | TUR 1 9  | TUR 2 20† | SPA 1     | SPA 2 5   | MAC 1 5   | MAC 2 Rit |          |          |          |           | 3°  | 64    | 3° | 154   |
| 2006 | Alfa Romeo 156      | Gianni Morbidelli   | ITA 1 29† | ITA 2 10  | FRA 1 20 | FRA 2 14 | GBR 1 12 | GBR 2 7   | GER 1 9   | GER 2 11  | BRA 1 7  | BRA 2     | MES 1 7   | MES 2     | CEC 1 17  | CEC 2 14  | TUR 1 10 | TUR 2 16  | SPA 1 13  | SPA 2 11  | MAC 1 Rit | MAC 2 NP  |          |          |          |           | 14° | 22    | 3° | 154   |
| 2006 | Alfa Romeo 156      | Salvatore Tavano    | ITA 1 Rit | ITA 2 NP  | FRA 1 NC | FRA 2 15 | GBR 1 21 | GBR 2 16  | GER 1 23  | GER 2 17  | BRA 1 15 | BRA 2 9   | MES 1     | MES 2 Rit | CEC 1 15  | CEC 2 18  | TUR 1 NC | TUR 2 15  | SPA 1 4   | SPA 2 10  | MAC 1 15  | MAC 2 Rit |          |          |          |           | 18° | 15    | 3° | 154   |
| 2007 | Alfa Romeo 156      | James Thompson      | BRA 1 Rit | BRA 2 11  | OLA 1 13 | OLA 2 19 | SPA 1    | SPA 2 1   | FRA 1 10  | FRA 2 7   | CEC 1 9  | CEC 2 5   | POR 1 10  | POR 2 10  | SVE 1 3   | SVE 2 5   | GER 1 3  | GER 2 4   | GBR 1 2   | GBR 2 8   | ITA 1 3   | ITA 2 3   | MAC 1 5  | MAC 2 3  |          |           | 3°  | 79    | 4° | 124   |
| 2007 | Alfa Romeo 156      | Olivier Tielemans   | BRA 1 Rit | BRA 2 14  | OLA 1 16 | OLA 2 17 | SPA 1 14 | SPA 2 11  | FRA 1 Rit | FRA 2 16  | CEC 1 19 | CEC 2 16  | POR 1 Rit | POR 2 NP  | SVE 1 13  | SVE 2 21  | GER 1 9  | GER 2 Rit | GBR 1 20  | GBR 2 14  | ITA 1 Rit | ITA 2 11  | MAC 1    | MAC 2    |          |           | NC  | 0     | 4° | 124   |
| 2007 | Alfa Romeo 156      | André Couto         | BRA 1     | BRA 2     | OLA 1    | OLA 2    | SPA 1    | SPA 2     | FRA 1     | FRA 2     | CEC 1    | CEC 2     | POR 1     | POR 2     | SVE 1     | SVE 2     | GER 1    | GER 2     | GBR 1     | GBR 2     | ITA 1     | ITA 2     | MAC 1 NP | MAC 2 NP |          |           | NC  | 0     | 4° | 124   |
| 2008 | Honda Accord Euro R | James Thompson      | BRA 1     | BRA 2     | MES 1    | MES 2    | SPA 1 11 | SPA 2 11  | FRA 1 11  | FRA 2 8   | CEC 1 7  | CEC 2 9   | POR 1 NP  | POR 2 NP  | GBR 1 10  | GBR 2 14  | GER 1 15 | GER 2 Rit | EUR 1 3   | EUR 2 1   | ITA 1 Rit | ITA 2 11  | GPN 1 17 | GPN 2 4  | MAC 1 8  | MAC 2 14† | 15° | 25    | 4° | 60    |
| 2008 | Honda Accord Euro R | Yukinori Taniguchi  | BRA 1     | BRA 2     | MES 1    | MES 2    | SPA 1    | SPA 2     | FRA 1     | FRA 2     | CEC 1    | CEC 2     | POR 1     | POR 2     | GBR 1     | GBR 2     | GER 1    | GER 2     | EUR 1     | EUR 2     | ITA 1 21  | ITA 2 Rit | GPN 1 20 | GPN 2 19 | MAC 1    | MAC 2     | NC  | 0     | 4° | 60    |
| 2008 | Honda Accord Euro R | André Couto         | BRA 1     | BRA 2     | MES 1    | MES 2    | SPA 1    | SPA 2     | FRA 1     | FRA 2     | CEC 1    | CEC 2     | POR 1     | POR 2     | GBR 1     | GBR 2     | GER 1    | GER 2     | EUR 1     | EUR 2     | ITA 1     | ITA 2     | GPN 1    | GPN 2    | MAC 1 13 | MAC 2 Rit | NC  | 0     | 4° | 60    |

### Superstars Series
| Anno | Vettura            | Pilota              | 1     | 2     | 3     | 4     | 5     | 6     | 7     | 8     | 9     | 10      | 11    | 12    | 13    | 14      | 15      | 16      | PP | Punti |
| ---- | ------------------ | ------------------- | ----- | ----- | ----- | ----- | ----- | ----- | ----- | ----- | ----- | ------- | ----- | ----- | ----- | ------- | ------- | ------- | -- | ----- |
| 2010 | Porsche Panamera S | Fabrizio Giovanardi | MON 1 | MON 2 | IMO 1 | IMO 2 | VAL 1 | VAL 2 | POR 1 | POR 2 | MUG 1 | MUG 2 9 | VAR 1 | VAR 2 | CPR 1 | CPR 2 1 | VAL 3 1 | VAL 4 3 | 6° | 100   |